# Evaristo Muyinda
Evaristo Muyinda (* 2. Juni 1916 in Nabbale, Kyaggwe, Buganda; † 11. Oktober 1993) war ein ugandischer Musiker; er leitete die Hofmusik der Baganda und überlieferte deren komplexe Musik. Über seine Kompetenz als musikalischer Interpret hinaus war Muyinda ein Förderer der traditionellen Musikkultur Ugandas.

## Leben und Wirken
Muyinda, dessen Vater sehr früh starb, lernte im Alter von neun Jahren das Spiel auf den Stabspielen Amadinda und Akadinda. 1939, als Mutesa II. Kabaka von Buganda wurde, ernannte er Muyinda zum Hofmusiker im Akadinda-Ensemble seines Hofes. 1948 übertrug ihm Klaus Wachsmann, damals Kurator am neugegründeten Uganda-Museum, eine Stelle als musikalischer Demonstrator. Muyinda unterrichtete Instrumentalmusik an Schulen und gab musikalische Demonstrationen am Makerere University College in Kampala. Zwischen 1957 und 1959 war er für die Gründung eines multiethnischen Akadinda-Ensembles im damaligen Salama Rural Training Centre of the Blind verantwortlich.
Die Entwicklung einer einfachen Zahlennotation für Stabspielkompositionen geht auf Muyinda zurück; dieses Notationssystem wird in einer weiterentwickelten Form häufig in ethnomusikologischen Studien verwendet. Im Laufe der Jahre wurde Muyinda nach Unterrichtung durch den letzten offiziellen Leiter der Hofmusik Temusewo Mukasa und andere Musiker zu einem Multi-Instrumentalisten, der mit seinen Auftritten auf der Harfe Ennanga, der Leier entongoli, der Rohrgeige Endingidi, der Kerbenflöte enderre und Trommeln wie der nankasa ein breites Spektrum der Baganda-Musik abdeckte. 1952 entstanden erste Aufnahmen durch Hugh Tracey; es folgten Schellackplatten für lokale Label. Als wissenschaftlicher Mitarbeiter von Klaus Wachsmann und als Instrumentallehrer von Joseph Kyagambiddwa, Gerhard Kubik und anderen Musikethnologen übte Muyinda einen erheblichen Einfluss auf die wissenschaftliche Erforschung und das Verständnis der traditionellen Musik Ostafrikas aus.
Muyinda gilt zudem als Erfinder des Kiganda-Orchesters, eines Ensembleformats, in dem Instrumente aus verschiedenen Kiganda-Musiktraditionen zusammengeführt werden, was zu einer in der traditionellen Musik ungewöhnlichen Mischung von Klangfarben führt. Das Kiganda-Orchester wurde zu einem integralen Bestandteil des ugandischen Nationalensembles The Heartbeat of Africa, zu dessen Profil Muyinda ebenfalls stark beigetragen hat. Mit dieser Formation sowie mit mehreren eigenen Ensembles nahm er an Konzertreisen in viele Länder Afrikas und nach Übersee teil. Mit diesen Gruppen nahm er Alben unter eigenem Namen auf (zudem ist er auf zahlreichen musikwissenschaftlichen Tonträgern dokumentiert).

## Diskographie
- Traditional Music of the Baganda as formerly played at the court of the Kabaka. (Pan 2003, rec. 1991).
- The King’s Musicians: Royalist Music of Buganda. (Topic Records, 2003).